# Saints Row IV
Saints Row IV  (abrégé SR IV ou SR 4) est un jeu vidéo développé par Volition, Inc. et édité par Deep Silver en 2013. sur PlayStation 3, Xbox 360 et Windows. Le jeu s'apparente à un GTA-like axé sur la guerre contre les aliens, de l'humour et du grand n'importe quoi. Officiellement dévoilé le 15 mars 2013, le jeu est sorti le 20 août 2013 aux États-Unis.
Une version remasterisée appelée Saints Row IV: Re-Elected est sortie sur PlayStation 4 et Xbox One en janvier 2015, puis sur Nintendo Switch le 27 mars 2020.

## Développement
En mai 2012, THQ annonce une extension pour Saints Row: The Third intitulée Enter the Dominatrix. Mais en juin 2012, cette extension est repoussée pour être développée comme un jeu complet. Lors de la fermeture de THQ en 2012, la licence Saints Row est reprise par Deep Silver qui rachète le studio Volition, responsable du développement du jeu.

## Présentation
Le jeu est présenté le 15 mars 2013 avec un trailer, montrant que le soft se déroulera à Steelport (ville également utilisée dans le précédent opus), qu'il sera toujours un GTA-like déjanté et que le nombre des nouveaux véhicules dont une gamme très élargie de "monster truck" et armes sera largement augmenté. Deep Silver annonce avec ce trailer que le jeu sortira le 23 août 2013 en Europe.
Le joueur incarne le chef des Saints, devenu président des États-Unis. Ce jeu est censé être la fin de la saga des Saints, de leurs débuts dans un simple quartier à la conquête de tout un pays et la lutte pour l'humanité. La trame principale du jeu se base sur une invasion extraterrestre dans les rues de Steelport, où les Saints affronteront les aliens (nommés Zin) en plus des gangs et ennemis de leur passé. Le jeu possède un aspect futuriste avec l'utilisation de lasers, vaisseaux spatiaux, références à Matrix (le monde dans lequel les Saints vivent étant virtuel) indiquant que la saga progresse dans le temps. Cet épisode de la série Saints Row marque le retour du célèbre Johnny Gat, qui a été cru mort durant les événements de Saints Row: The Third et marque la première apparition de l'ancien catcheur de la WWE Roddy Piper.
Saints Row IV, de par son univers futuriste, multiplie les références aux œuvres de la science-fiction, notamment la science-fiction populaire comme Armageddon (de par l'usage de la musique de fond qui est celle du groupe de rock métal Aerosmith pour le film : I Don't Want to Miss a Thing ) ainsi que les adieux faits au héros par ses amis alors qu'il chevauche une fusée nucléaire en direction de Washington (autre référence au film de 1998 quand "Carotte" chevauche une tête nucléaire à l'image de Docteur Folamour), le jeu vidéo Mass Effect (le joueur peut parcourir un vaisseau alien comme le Commandant Shepard à bord du SSV Normandy, parler aux membres de son équipage, les séduire, constituer une équipe pour la mission finale, comme dans Mass Effect 2, avec, notamment des missions de loyauté destinées à éviter au "pote" de mourir dans cette ultime mission), Star Wars (la destruction de la Terre, rappelant la destruction d'Aldérande par l'Empire Galactique, une scène de combat anti-aérien où le joueur est aux commandes des tourelles lasers du vaisseau alien, rappelant le combat spatial des membres du Faucon Millenium contre les Chasseurs TIE de l'Empire, dans Star Wars, épisode IV : Un nouvel espoir, des costumes inspirés de Han Solo, Jango Fett et Boba Fett, des armes inspirées de l'univers de George Lucas), et bien d'autres références cinématographiques et vidéoludiques[réf. nécessaire].

## Système de jeu
Le système de jeu de Saints Row IV se rapproche beaucoup de celui du troisième opus, mais avec armes inédites et des super pouvoirs (super saut, super course, boule d'éléments...)
Comme pour le précédent opus, à l'issue du prologue, le joueur peut choisir d'incarner un personnage féminin ou masculin et est invité à le personnaliser complètement (morphologie, voix, vêtements, attitudes, …)

## Personnages et gangs
Liste des personnages de Saints Row IV :
- Ennemis : (extraterrestres : Zinyak, Zinjai, les Zins) 
  - les Zin sont une race extraterrestre de l'empire Zin dirigés par Zinyak qui envahit la terre et enlève le protagoniste devenu président des États-Unis et son Cabinet pour les placer dans une version virtuelle de Steelport. La couleur principale de l'empire Zin est le Rouge.
- Gangs du passé :
- Vice Kings (Tanya Winter, Warren William, Anthony "Tony" Green, Levar): 
  - Ancien gang de rue fondé par Benjamin King, les Vice Kings sont recréés par l'empire Zin dans la simulation de Ben King où Tanya et Big Tony tentent de le tuer avec l'aide du gang, durant l'invasion de la simulation provoquée par Zinyak et dans la simulation de Johnny Gat où Warren enlève Aisha, l'ancienne amour de Johnny. La couleur des Vice Kings est le jaune et ils conduisent des Elswolf, Compensator et Hammer
- Sons of Samedi (Vétéran Child, Mr. Sunshine) :
  - Ancien Cartel de la Drogue recréé par l'Empire Zin dans la simulation du protagoniste où il aide Shaundi et son double du passé à éliminer Vétéran Child, M. Sunshine lui est le DJ de 103.0 Four20. La couleur des Samedis est le Vert et ils conduisent des Stiletto, des Danville et des Churchill.
- Brotherhoods (Maero) :
  - Ancien gang de rue de Stillwater fondé et dirigé par Maero, sont recréés par les Zin dans la simulation du protagoniste où lui et Pierce traquent Maero et la Brotherhoods jusqu'à l'aéroport. Ils apparaissent aussi durant l'invasion de la simulation provoquée par Zinyak. La couleur de la Brotherhoods est le rouge et conduisent des Compensator et des Swindle.
- Ronin (Jyunichi) :
  - Ancienne Mafia Japonaise, les Ronin sont recréés par les zin dans la simulation de Johnny Gat et durant l'invasion de la simulation du protagoniste dirigée par le commandant en second de Kazuo et Shogo Akuji, Jyunichi. La couleur des Ronin est le jaune et ils conduisent des Kaneda et des Kenshin.
- Ultor Coporation (Mr. X)
  - Ancienne entreprise milliardaire recréée par l'empire Zin dans la simulation d'Asha Odekar où les Masakos veulent tuer cette dernière et le protagoniste. Les Masako d'Ultor sont dirigés par Mr. X, une version diabolique du protagoniste et leur couleur est l'orange.
- Morning Star (Étoile du Matin) (Philiph Loren) 
  - Ancienne Mafia Européenne, les Morning Star sont recréés par Zinyak dans la simulation de Shaundi et du protagoniste durant l'invasion de la simulation par ce dernier. Ils apparaissent aussi dans l'activité de Super Power Fight Club. Leur Leader est Philiph Loren, leur couleur principale est le rouge et ils conduisent des Infuego, Justice et Criminal avec le logo du Syndicat.
- STAG (Special Tactic Anti-Gang) (Cyrus Temple)
  - Ancienne unité militaire envoyée à Steelport par Monica Hugues, les STAG ont été dissouts après les événements de Saints Row: The Third et les anciens membres sont affectés à la circulation. La version virtuelle des STAG apparait dans la simulation du protagoniste en tant que soldats de la garde nationale de Steelport, dirigée par Cyrus Temple, leur couleur est l'orange et le blanc et conduisent des N-Force et des Crusader.
- Saints (Matt Miller, Shaundi, Fun Shaundi, le Boss, Kinzie, Pierce, Benjamin King, Keith David, Asha Odekar, Johnny Gat, Oleg Kirrlov, Josh Birk, Zimos(DLC), Donnie(DLC), Shaundi du Futur(DLC), Santa Claus(DLC), Mrs. Claus(DLC)) 
  - il s'agit du gang du protagoniste devenu président des États-Unis cinq ans plus tard. Les membres de haut rang sont devenus des membres du cabinet du président.